# Todos los hombres sois iguales (sèrie de televisió)
Todos los hombres sois iguales és una sèrie de televisió còmica espanyola emesa per Telecinco, entre 1996 i 1998 i basada en la pel·lícula del mateix títol.

## Argument
Joaquín, Manolo i Juan Luis són tres amics que acaben de donar per acabats els seus respectius matrimonis. Donades les circumstàncies, es veuen abocats a reprendre les seves vides de solter i compartir pis. Contracten Yoli, una jove atractiva i seductora, perquè els assisteixi en les labors de la llar. No passarà molt temps abans que els tres amics competeixin per guanyar-se el favor de la dona.

## Llista d'episodis
Primera temporada
- Capítol 1: Los tres cerditos y la loba
- Capítol 2: Sexo, mentiras y raciones de sushi
- Capítol 3: La noche de los hijos vivientes
- Capítol 4: Maridos y ex-mujeres
- Capítol 5: Expediente Z
- Capítol 6: Sorpresa, sorpresa
- Capítol 7: El hombre de las manchas
- Capítol 8: Indecence Day (El día de la indecencia)
- Capítol 9: Mamá nos complica bastante la vida
- Capítol 10: Muy íntimo y muy personal
- Capítol 11: Hola, ¿estás solo?
- Capítol 12: La hoguera de las Navidades

Segunda temporada
- Capítol 13: El banquete de Buda's
- Capítol 14: Cómo ser padre y no morir en el intento
- Capítol 15: Cuando Joaqui encontró a Yoli
- Capítol 16: De marujas y lobas
- Capítol 17: ¿Por qué lo llaman boda cuando quieren decir negocio?
- Capítol 18: Los Janfrisbogars
- Capítol 19: ¡Qué empieza el espectáculo!
- Capítol 20: La guerra de los sexos más grande jamás contada
- Capítol 21: Misterioso arrebato en Manhattan
- Capítol 22: A propósito de Joaqui

Tercera temporada
- Capítol 23: Pero, ¿quién mató a Eduardo?
- Capítol 24: Nadie es perfecto
- Capítol 25: Nadie es perfecto, todavía
- Capítol 26: El Papa está de viaje de negocios
- Capítol 27: Fabricando al Joaqui perfecto
- Capítol 28: La mujer del paciente francés
- Capítol 29: Tierno otoño de geranios y asistentas
- Capítol 30: Buscando a Yoli desesperadamente
- Capítol 31: Pereza
- Capítol 32: Envidia
- Capítol 33: Lujuria
- Capítol 34: Gula
- Capítol 35: Soberbia
- Capítol 36: Avaricia
- Capítol 37: La Ira

Quarta temporada
- Capítol 38: El cielo puede esperar... 50 años más por lo menos
- Capítol 39: Pon una monja en tu vida
- Capítol 40: Embrujados
- Capítol 41: Novios a la vista
- Capítol 42: Las bodas de mis mejores amigos
- Capítol 43: Dirty dancing mix
- Capítol 44: 3 Rockys 3
- Capítol 45: Besadnos tontos
- Capítol 46: El nieto de mi mejor amigo
- Capítol 47: Los padres de la novia
- Capítol 48: El lado oscuro del moscardón
- Capítol 49: Atraco a los tres
- Capítol 50: ¿Quieres casarte conmigo?
- Capítol 51: Sólo para tus ojos
- Capítol 52: Tres bodas y una venganza

Cinquena temporada
- Capítol 53: Sé lo que hicistéis en abril
- Capítol 54: Lloviendo pedruscos
- Capítol 55: Atrapadas entre tres hombres, ¿o eran seis?
- Capítol 56: Paz en la guerra
- Capítol 57: ¿Qué nos pasa, doctora?
- Capítol 58: La doble vida de Manolo
- Capítol 59: El embarazo no es cosa de hombres
- Capítol 60: Hombres blancos solteros buscan
- Capítol 61: Bienvenida, Miss Marshall
- Capítol 62: Coge la maleta y corre
- Capítol 63: La última cena
- Capítol 64: Atracción total
- Capítol 65: Navidad, horrible Navidad
- Capítol 66: Con cuatro panes bajo el brazo

## Repartiment
- Josema Yuste (Joaquín)
- Tito Valverde (Manolo)
- Luis Fernando Alvés (Juan Luis)
- Ana Otero (Yoli)
- Isabel Ordaz (Esther)
- Elisa Matilla (Susana)
- Isabel Prinz (Merche)
- Laura Pamplona (Cati)
- Ramiro Oliveros (Iñaki)
- Fran Boira (Rubén)
- Ángel Burgos (Juanma)
- Juan Carlos Vellido (Nico)
- Julieta Serrano (Mati)
- Neus Asensi (Marga)
- Irene Bau (Chelo)
- Esperanza Campuzano (Rosa)
- María Jesús Sirvent (Carmen)
- Patricia Figón (Jesi)
- Cora Tiedra (Tamara)
- Sheila González (Lorelay)
- Rodrigo García (Borja)
- Daniel Matarranz (David)
- Carlos Cubero (Óscar)
- Ángel Marcos (Aníbal)
- Paola Dominguín (Bárbara)
- Montse Guallar (Pilar)
- Ginés García Millán (Eduardo)
- Serafín Zubiri (Toni)
- Susana Monje (Conchi)

## Premis
- Premis Ondas 1997 (1997). Nacionals de televisió: Millor sèrie.[5]
- Premis de la Unión de Actores.
  - 1997: Protagonista TV, Fernando Valverde.
  - 1997: Secundari TV, Isabel Ordaz.
  - 1997: Repartiment TV, Ángel Burgos.
  - 1996: Protagonista TV, Fernando Valverde.
  - 1996, Protagonista TV, Ana Otero (Nominada).
- Fotogramas de Plata 1997 (1997). Millor Actor de Televisió, Fernando Valverde (Nominat).